# Мин Юйчжэнь
Мин Юйчжэнь (кит. 明玉珍, пиньинь Míng Yùzhēn, 2 октября 1329 — 17 марта 1366) — лидер крестьянского восстания, основатель государства Великое Ся.

## Биография
Мин Юйчжэнь родился на территории Суйчжоу провинции Хубэй в крестьянской семье. В 1353 году присоединился к повстанческим «войскам в красных повязках» под руководством Сюй Шоухуэя, которые создали государство Тяньвань. В 1357 году он отправился с войском на запад вверх по течению Янцзы и отвоевал у монгольских властей провинцию Сычуань, где стал, фактически, независимым правителем, продолжая формально подчиняться Сюй Шоухуэю. Когда после смерти Сюй Шоухуэя Чэнь Юлян в 1360 году провозгласил создание государства Хань, Мин Юйчжэнь отказался его признавать и взял себе титул «князь Луншу» (隴蜀王). В 1362 году Мин Юйчжэнь провозгласил себя императором государства Ся. Мин Юйчжэнь попытался расширить своё государство за счёт удерживаемой монголами провинции Юньнань, но так как поход был осуществлён малыми силами и оказался плохо спланирован, то потерпел неудачу. После этого он отказался от военных предприятий и сосредоточился на укреплении своего государства. В 1366 году Мин Юйчжэнь скончался, и на трон взошёл его сын Мин Шэн.